# Irmgard Keun
Irmgard Keun (Charlottenburg, 6 febbraio 1905 – Colonia, 5 maggio 1982) è stata una scrittrice tedesca che raggiunse una certa fama negli anni trenta grazie ad alcuni romanzi. La sua produzione, rimasta sconosciuta in Italia per decenni, ha conosciuto recentemente nuove traduzioni.

## Biografia

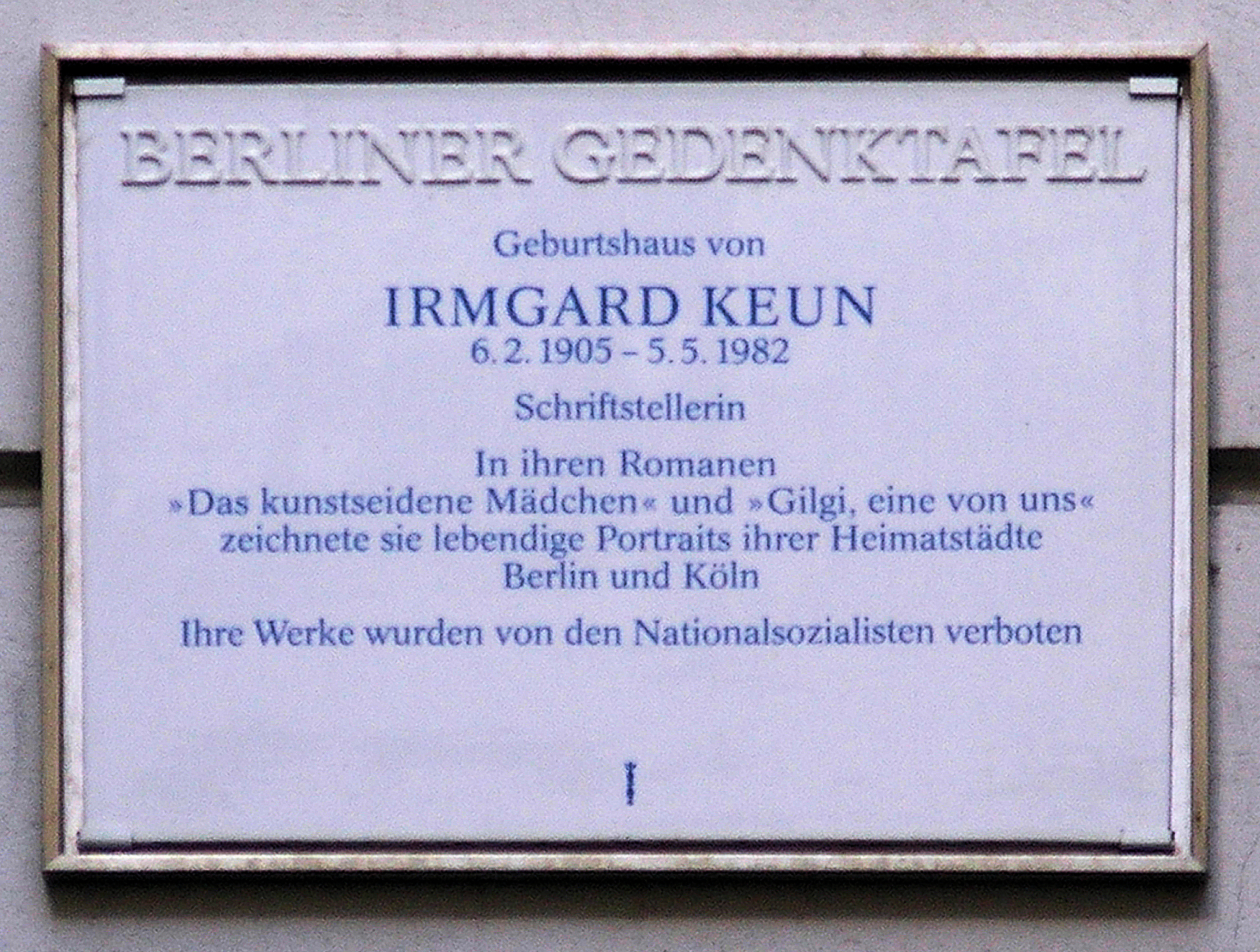
Targa commemorativa

Irmgard Keun nasce il 6 febbraio 1905 nei pressi di Berlino (Charlottenburg) da Eduard e Elsa Charlotte Keun. Nel 1913 la famiglia (comprendente anche il fratello Gerd nato nel 1910) si trasferisce a Colonia. Qui la Keun studia presso una scuola evangelica dove si diploma nel 1921. Lavora come dattilografa frequentando nel frattempo una scuola di recitazione, dal 1925 al 1927. Recita alcune parti a Greifswald e Amburgo, ottenendo un discreto successo.
Decide di abbandonare la carriera di attrice nel 1929 e, dietro l'incoraggiamento dello scrittore tedesco Alfred Döblin, si dedica alla scrittura.
Nel 1932 sposa lo scrittore e direttore artistico Johannes Tralow dal quale divorzia nel 1937.
Il suo primo romanzo, Gilgi, una di noi pubblicato nel 1931 riscuote un grande successo così come La ragazza di seta artificiale pubblicato l'anno seguente. Entrambi tuttavia finiranno nel 1933 nella lista della "Letteratura nociva e inopportuna" stilata dal partito nazionalsocialista. La protesta dell'autrice le costerà l'arresto: verrà rilasciata dietro l'alta cauzione pagata dal padre (200.000 marchi).
Tra il 1936 e il 1940, a causa del regime nazista, andrà in esilio prima a Ostenda in Belgio e poi nei Paesi Bassi.
È apprezzata da molti scrittori, tra cui Alfred Döblin, Kurt Tucholsky, Egon Erwin Kisch, Hermann Kesten, Stefan Zweig, Ernst Toller, Ernst Weiss, e Heinrich Mann.
Tra il 1936 e il 1938 ha una relazione sentimentale con Joseph Roth, che influirà positivamente sulla sua scrittura. Con lui lavora e vive in molte città europee.
Dopo l'invasione tedesca dei Paesi Bassi torna in Germania, dove, protetta dalla falsa notizia del proprio suicidio, vive nascosta fino al 1945.
Nel 1950 il romanzo Ferdinand, der Mann mit dem freundlichen Herzen non ha alcuna risonanza. Lavora come giornalista, preda dell'alcolismo e di ricoveri psichiatrici. I suoi lavori degli anni settanta vengono ignorati dal pubblico e dalla critica.
Muore nel 1982.

## Opere
- Gilgi, eine von uns, Berlin, Universitas, 1931
  -  Una di noi, Collana I Romanzi della Palma, Milano, Mondadori, 1934. 
  -  Gilgi. Una di noi, traduzione di A. Pelizzola, Roma, L'orma editore, 2016, ISBN 978-88-99793-13-5.
- Das kunstseidene Mädchen, Berlin, Universitas, 1932
- La ragazza di seta artificiale, traduzione di C. Duca e Luigi Reitani, Collana Oltre, Forum, 2008, ISBN 978-88-8420-491-2.
  -  Doris. La ragazza misto seta, traduzione di V. Gallico, Collana Kreuzville Aleph, Roma, L'orma editore, 2017, ISBN 978-88-99793-31-9.
- Das Mädchen, mit dem die Kinder nicht verkehren durften, Amsterdam, Allert De Lange, 1936
  - Una bambina da non frequentare, traduzione di Eleonora Tomassini ed Eusebio Trabucchi, collana Kreuzville Aleph, Roma, L'orma editore, 2018, ISBN 978-88-99793-56-2.
- Nach Mitternacht, 1937
  -  Dopo mezzanotte, Milano, Rizzoli, 1984, ISBN 978-88-17-79004-8.
  - Dopo mezzanotte, traduzione di Eleonora Tomassini, Roma, L'orma editore, 2019, ISBN 9788899793906.
- D-Zug dritter Klasse, Amsterdam, Querido Verlag, 1938
- Kind aller Länder, Amsterdam, Querido Verlag, 1938
  -  Figlia di tutti i Paesi, traduzione di S. De Lucia, a cura di L. Perrone Capano, Collana Proteo, Artemide, 2011, ISBN 978-88-7575-142-5.
  - Kully, figlia di tutti i Paesi, traduzione di Stefania De Lucia, Roma, L'orma editore, 2023, ISBN  9791254760611.
- Bilder und Gedichte aus der Emigration, Köln, Epoche, 1947
- Nur noch Frauen..., 1949
- Ich lebe in einem wilden Wirbel, Lettere ad Arnold Strauss, 1933-1947, Düsseldorf, Claassen, 1988
- Ferdinand, der Mann mit dem freundlichen Herzen, Düsseldorf, Droste, 1950
- Scherzartikel, 1951
- Die kleine Reise, Köln, Franz, 1953
- Wenn wir alle gut wären,Berlin, Verlag des Nation, 1956
- Blühende Neurosen, Düsseldorf, Droste, 1962
- Als ich Bazillenträger war, Ravensburg, Maier, 1985
- Die feinen Leute und die Pferdeäpfel, Reinbek bei Hamburg, Rowohlt, 1989